# Jacopo Sarno (EP)
Jacopo Sarno è un EP di Jacopo Sarno, pubblicato nel 2010.
In questo CD sono ascoltabili 5 brani, 4 dei quali sono tratti dall'album d'esordio 1989, mentre Tommy e la sedia vuota è un inedito.
L'EP è stato pubblicato su iTunes il 15 marzo 2010, nei negozi il 12 marzo 2010.
Per pubblicizzare l'EP ha intrapreso un tour di 10 giorni in 10 città, dal 12 marzo 2010.

## Tracce
Le tracce sono le seguenti:
1. Tommy e la sedia vuota - 3.22
2. Anche la primavera - 4.04
3. Vent'anni - 3.40
4. Ho voglia di vederti - 4.11
5. Jenny - 3.58